# دیاگونال (آیووا)
دیاگونال (به انگلیسی: Diagonal) شهری در ایالت آیووا کشور ایالات متحده آمریکا است که جمعیت آن در سرشماری سال ۲۰۱۰ میلادی، ۳۳۰ نفر بوده‌است.